# Карамас-Пельгинское (сельское поселение)
Карамас-Пельгинское — упразднённое муниципальное образование со статусом сельского поселения в Киясовском районе Удмуртии Российской Федерации.
Административный центр — деревня Карамас-Пельга.
Законом Удмуртской Республики от 29.04.2021 № 36-РЗ упразднено в связи с преобразованием муниципального района в муниципальный округ.

## История
Статус и границы сельского поселения установлены Законом Удмуртской Республики от 17 декабря 2004 года № 86-РЗ «Об установлении границ муниципальных образований и наделении соответствующим статусом муниципальных образований на территории Киясовского района Удмуртской Республики»

## Население
| 2010 | 2012 | 2013 | 2014 | 2015 | 2016 | 2017 |
| ---- | ---- | ---- | ---- | ---- | ---- | ---- |
| 728  | ↗729 | ↘727 | ↘693 | ↘670 | ↘660 | ↘636 |
| 2018 | 2019 | 2020 |      |      |      |      |
| ↘631 | ↘601 | ↘588 |      |      |      |      |

## Состав сельского поселения
| № | Населённый пункт | Тип населённого пункта          | Население |
| - | ---------------- | ------------------------------- | --------- |
| 1 | Байсары          | деревня                         | ↗83       |
| 2 | Карамас-Пельга   | деревня, административный центр | ↘569      |
| 3 | Унур-Киясово     | деревня                         | ↗77       |